# اینگوش
اینگوش (به روسی: Респу́блика Ингуше́тия) یکی از جمهوری‌های خودمختار روسیه، به پایتختیِ ماگاس و جمعیت آن ۴۱۲٬۵۲۹ نفر است (سال ۲۰۱۰).
مردم اینگوش از تبار قفقازی هستند و با چچنها و گرجی‌ها هم‌تبار به‌شمار می‌آیند.

## اطلاعات کلی

جمهوری اینگوش در نقشهٔ روسیه.

- موقعیت:
- پایتخت: ماگاس
- مساحت: ۴٬۰۰۰ ک.م. مربع
- جمعیت: ۴۶۷٬۲۹۴ نفر
- تراکم جمعیت: ۱۱۶٫۸
- نوع حکومت: جمهوری خودمختار
- زبان رسمی: روسی، زبان اینگوشی
- وبگاه : www.ingushetia.ru
- بلندترین نقطه: گورا شان ۴٬۴۵۱ متر
- مذهب: اسلام (شافعی)
- رئیس‌جمهور: یونس یوکوروف